# Bashirapur, Homnabad
Bashirapur là một làng thuộc tehsil Homnabad, huyện Bidar, bang Karnataka, Ấn Độ.